# Amphiura correcta
Amphiura correcta är en ormstjärneart som beskrevs av Jean Baptiste François René Koehler 1907. Amphiura correcta ingår i släktet Amphiura och familjen trådormstjärnor. Inga underarter finns listade i Catalogue of Life.